# Sieges- und Friedensdenkmal Edenkoben
Das Sieges- und Friedensdenkmal in Edenkoben wurde 1899 auf dem Werderberg bei Edenkoben zur Erinnerung an den Sieg im Krieg von 1870/71 errichtet. Heute wird das Denkmal meist nur „Friedensdenkmal“ genannt.

## Geschichte
Viele Gemeinden suchten in der Zeit nach dem Deutsch-Französischen-Krieg einen prominenten und schönen Platz zur Errichtung eines Sieges- und Erinnerungsdenkmals. Der Edenkobener Stadtrat hatte bereits am 1. Februar 1872 beschlossen, ein Denkmal für den Triumph über Frankreich zu errichten, dessen Motive die Themen Einigkeit, Sieg und Frieden umfassen sollte. Der Werderberg wurde zum einen gewählt, weil man von dort aus die Signale des Sieges über die Franzosen, die in Straßburg gegeben wurden, sehen konnte, zum anderen aber auch, damit das Denkmal von weitem gut sichtbar ist und in einer Linie mit Rietburg, Ludwigshöhe und Kropsburg ist.
Bei der Reiterfigur handelt es sich um einen nackten Jüngling, der einen Ölzweig in der Hand hält und als Zeichen des Friedens emporstreckt. Das Denkmal wurde von August Drumm, einem Bildhauer aus Ulmet bei Kusel gestaltet und in den Jahren 1893–1899 erbaut. Den Auftrag zur Errichtung gab Prinzregent Luitpold von Bayern, der durch einen gemeinsamen Bekannten auf August Drumm aufmerksam geworden war. Weitere Bauwerke von August Drumm sind die „Verkörperung der Palatia“ auf der Prinzregentenbrücke in München, der „Wittelsbach-Brunnen“ in Zweibrücken sowie ein Bilderrelief am Südportal des Reichstagsgebäudes in Berlin. Der Berg, auf dem das Denkmal errichtet wurde, hieß wegen des überwiegenden Baumbestandes an Kiefern „Kiefernberg“. Im Rahmen der Erbauung des Denkmales wurden der Berg und der Platz, auf dem das Denkmal steht, zu Ehren des preußischen Generals Karl-Friedrich Wilhelm Leopold August Graf von Werder in „Werderberg“ und „Werderplatz“ umbenannt.

## Bauweise
Das Denkmal zeigt eine Halle in offener Bauweise. Es ist mit Ornamenten und Fresken verziert. Im oberen Bereich sind die Wappen der ehemaligen deutschen Staaten und deren Vereinigung zum Deutschen Reich dargestellt. Zentral darunter sind auf Säulen stehend die Büsten von König Ludwig II. von Bayern, Kaiser Wilhelm I. und Prinzregent Luitpold von Bayern angeordnet.
Sowohl an der nördlichen als auch an der südlichen Wand im inneren der Halle befinden sich übermannsgroße Steintafeln mit Inschriften. Auf der nördlichen Tafel lautet diese

„Hat Deutschland Vergewaltigungen ertragen, so ertrug es sie, weil es zerrissen nicht wusste wie stark es war. Heute geeint trägt es in sich den Willen und die Kraft der Abwehr neuer Gewalttaten. In diesem Kampfe in dem wir kein anderes Ziel verfolgen, als den Frieden dauernd zu sichern, wird Gott mit uns sein.“

„Mit Begeisterung werden meine Truppen an der Seite Ihrer ruhmreichen Armee für deutsches Recht und deutsche Ehre den Kampf aufnehmen. Möge es zum Wohle Deutschlands und Heile Bayerns enden.“

„Es ist mir ein erhebender Gedanke, zur Krönung des deutschen Einigungswerks durch Anbietung der Kaiserwürde den ersten Schritt zu tun.“

„Uns und unseren Nachfolgern in der Kaiserkrone wolle Gott verleihen allzeit Mehrer des Reichs zu sein; nicht in kriegerischen Eroberungen; sondern in den Werken des Friedens auf dem Gebiete materieller Wohlfahrt, Freiheit und Gesittung.“

„Mächtig und siegreich hat sich das vereinte Deutschland im Kriege bewährt unter seinem höchsten Feldherren; mächtig und friedliebend wird das geeinigte Deutsche Reich unter seinen Kaisern sein.“

„Wir Deutsche fürchten Gott und sonst nichts in der Welt; Gott wird mit uns sein.“

Oberhalb der Kuppeldecke des Innenraums befindet sich eine Aussichtsplattform, die über eine Außentreppe auf der Rückseite des Denkmals zu erreichen ist.

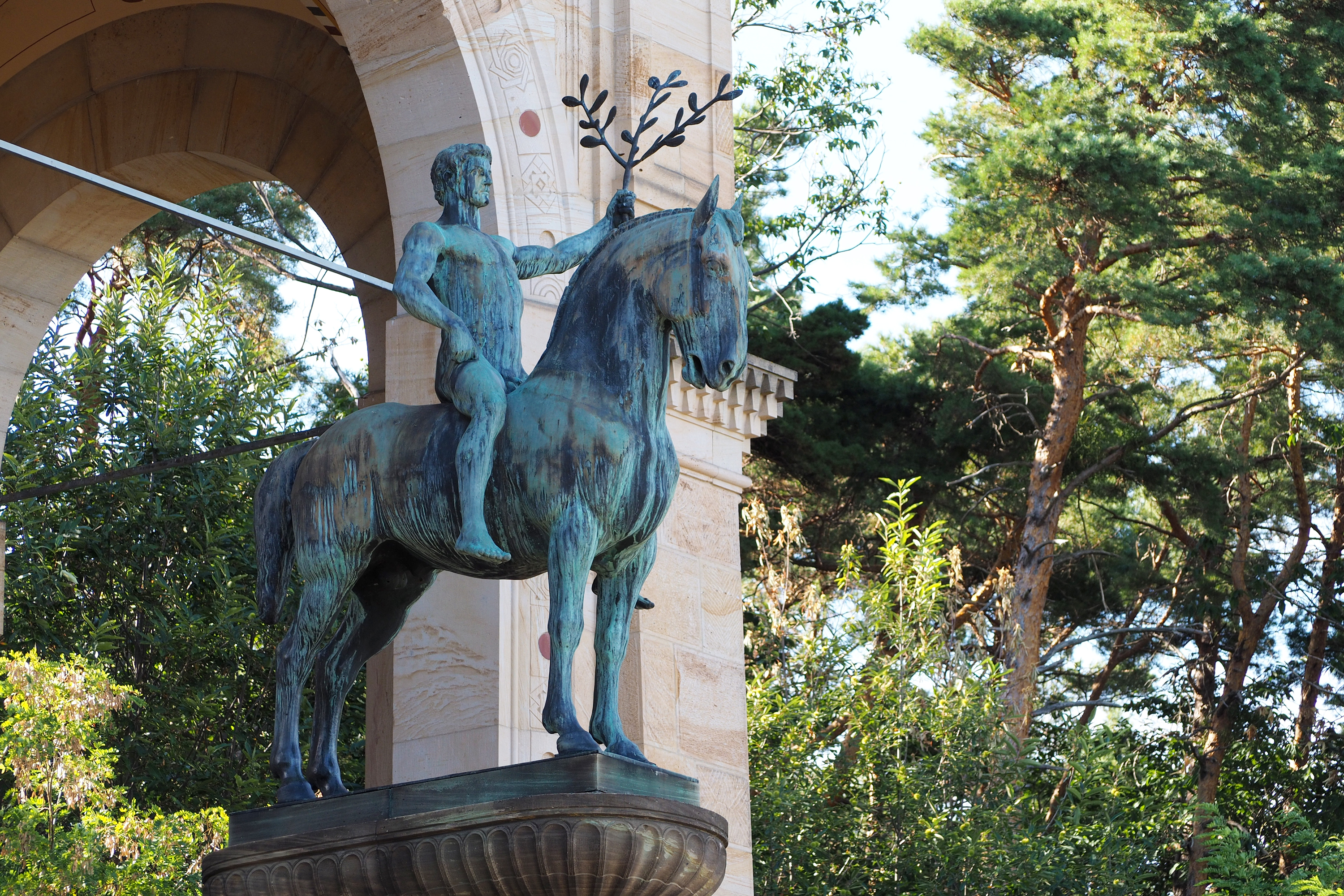
Reiterfigur
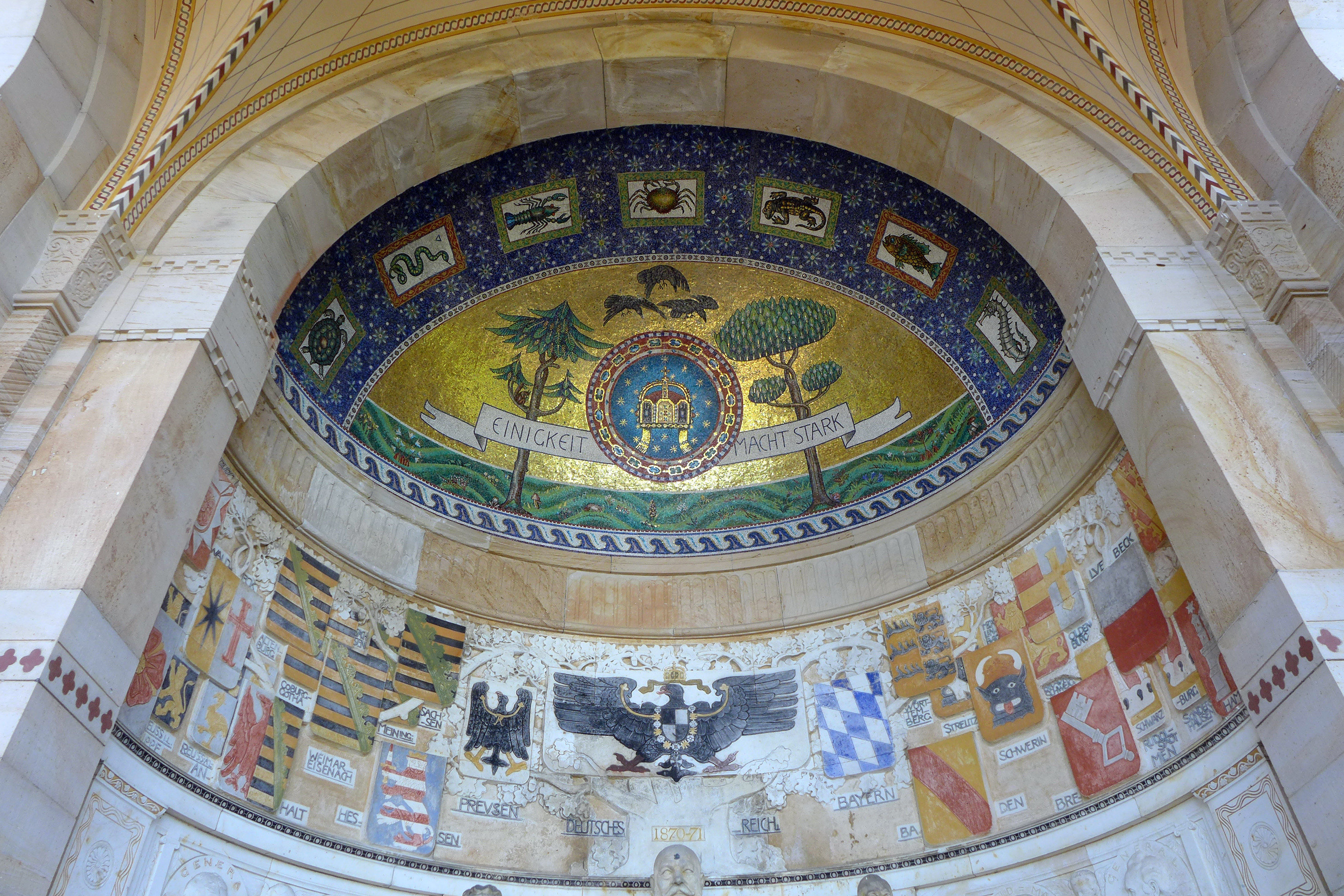
Deckenmosaik
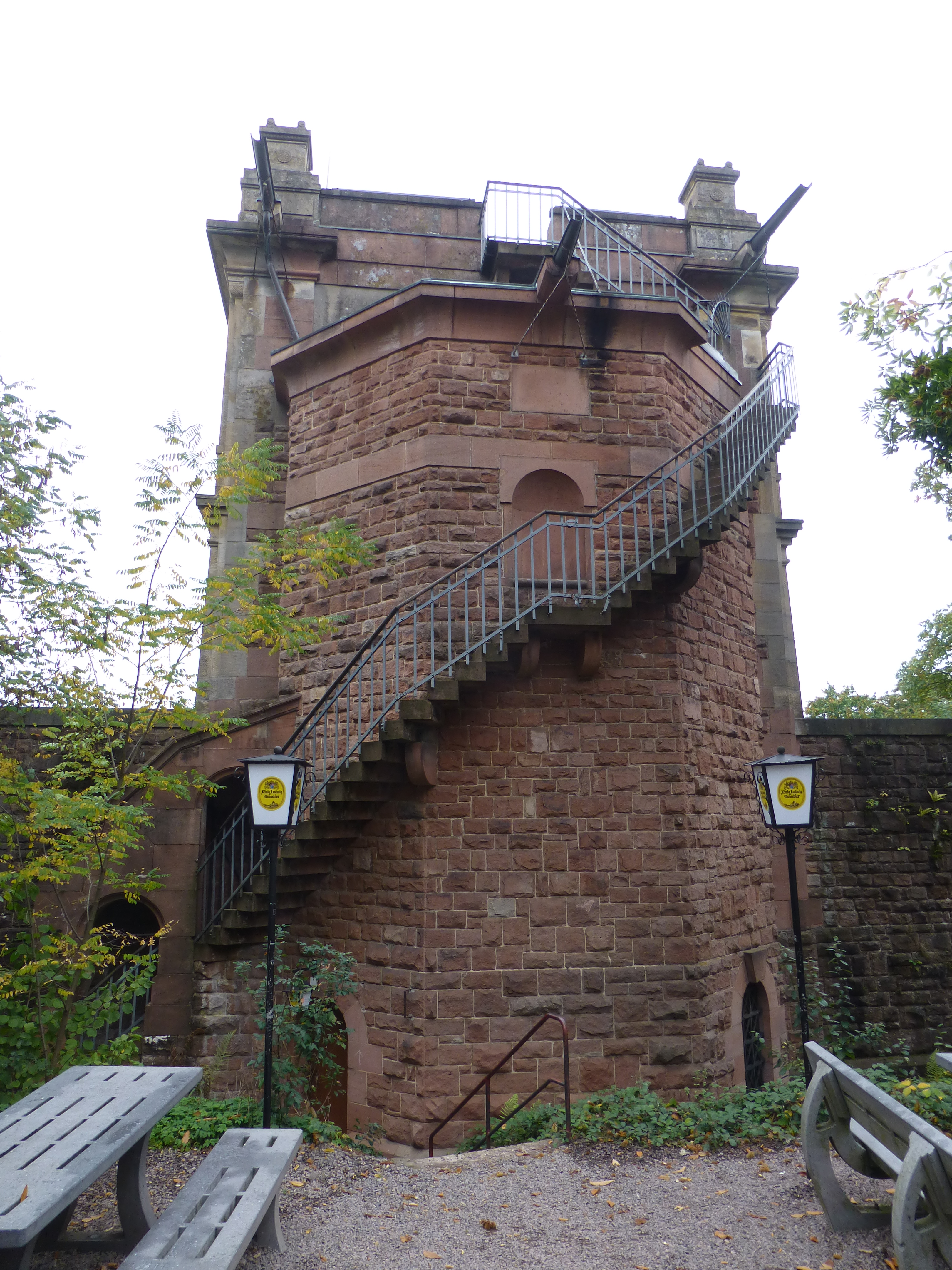
Rückansicht

Alte Postkarten der ehemals in Edenkoben ansässigen Verlage W. Wolff, J. Kreiselmeyer und F.-J. Andrae sowie J.Hepp aus Mannheim zeugen von der Imposanz des Denkmals in früherer Zeit. Vieles an Beiwerk wie Mauern, Treppen und Ornamente liegen noch verborgen unter Sträuchern und Hecken. Ebenso sind riesige Steinquader mit Ornamenten auf dem Vorplatz von einer Erdschicht bedeckt.
Der abgeknickte Ölzweig des Reiters wurde im Jahre 2014 instand gesetzt.

## Nutzung

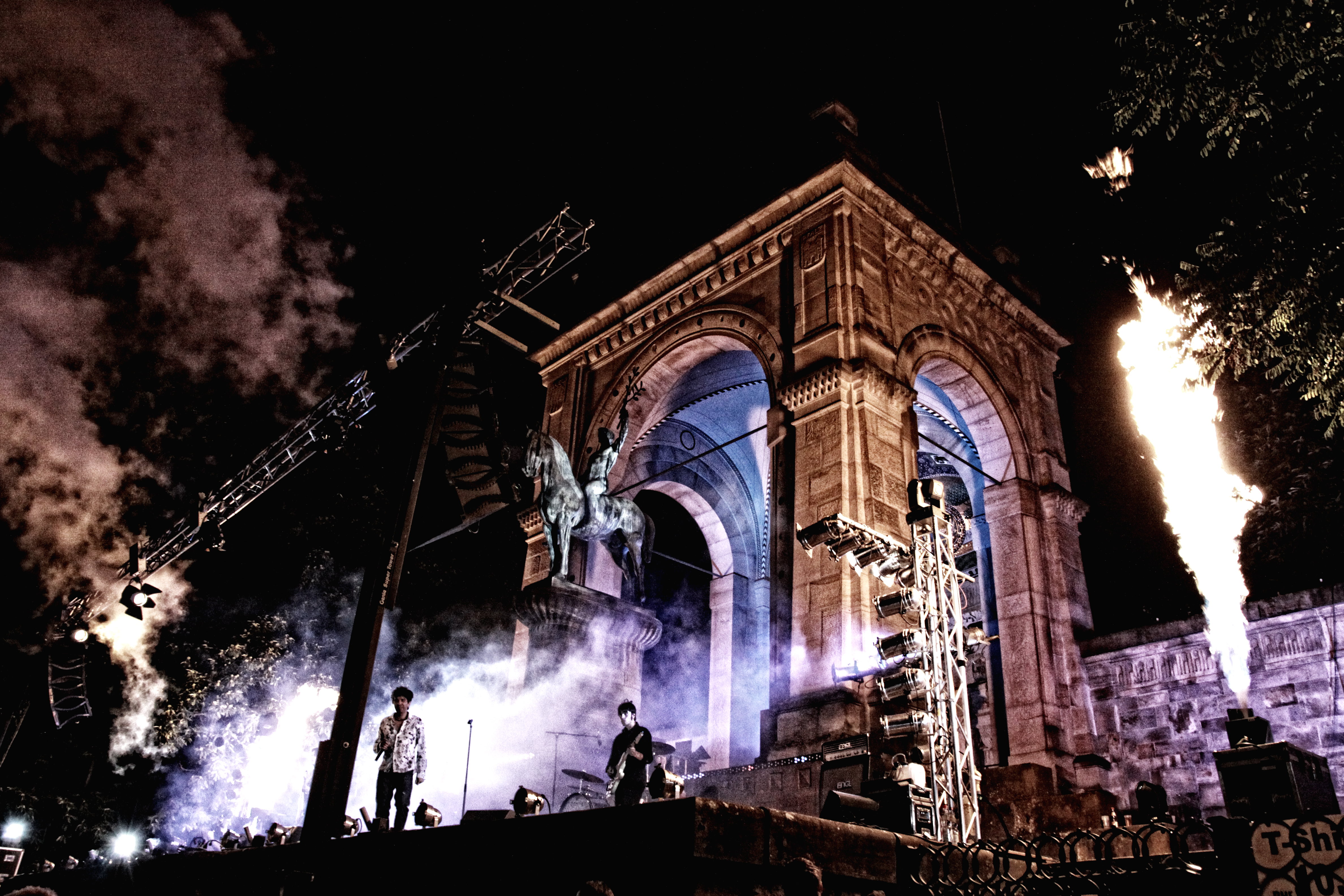
2010 – Auftritt von Demon’s Eye

In der Epoche des Wirtschaftswunders in Deutschland galt das am Rande des Pfälzerwaldes gelegene Denkmal als beliebtes Ausflugsziel für Familien. Aufgrund politischer Umorientierung und Aussöhnung mit Frankreich sowie verändertem Freizeitverhalten verlor das Monumentalwerk an Bedeutung. Waldgaststätte und Denkmal fielen in einen Dornröschenschlaf und waren schon bald von Efeu und Ranken überwuchert. Im Jahr 1989, 90 Jahre nach der Erbauung, wurden das Denkmal und die Waldgaststätte zu neuem Leben erweckt. Seitdem herrscht hier wieder reges Treiben, besonders an warmen Sommertagen.
Heute dient der Werderplatz vor dem Denkmal, von dem aus man Ausblick auf die gesamte Rheinebene hat, als Veranstaltungsort für öffentliche und private Veranstaltungen (wie Hochzeiten). Seit dem Jahre 2008 findet jährlich ein Open-Air-Festival statt, welches von 1000–2000 Zuschauern besucht wird. Veranstalter ist Rock am Friedensdenkmal e. V., der mit dem Erlös der Konzerte die Jugendmannschaft der SV Edenkoben unterstützt. Da das Denkmal als Bühne und Kulisse dient, wurde das Konzert Rock am Friedensdenkmal genannt. Es traten bislang namhafte Tribute-Bands bekannter Größen der Rockmusik wie unter anderem The Queenkings, Echoes, Demon’s Eye und Still Collins auf.